# Ectinosoma couceiroi
Ectinosoma couceiroi is een eenoogkreeftjessoort uit de familie van de Ectinosomatidae. De wetenschappelijke naam van de soort is voor het eerst geldig gepubliceerd in 1960 door Jakobi & Nogueira.